# Grand Prix Velké Británie 1961
Grand Prix Velké Británie 1961 (oficiálně 14th RAC British Grand Prix) se jela na okruhu Aintree v Liverpoolu ve Velké Británii dne 15. července 1961. Závod byl pátým v pořadí v sezóně 1961 šampionátu Formule 1.

## Závod
| Poř.   | No. | Jezdec                     | Konstruktér       | Počet kol | Čas/Odstoupení      | Pořadí na startu | Body |
| ------ | --- | -------------------------- | ----------------- | --------- | ------------------- | ---------------- | ---- |
| 1      | 4   | Wolfgang von Trips         | Ferrari           | 75        | 2:40:53.6           | 4                | 9    |
| 2      | 2   | Phil Hill                  | Ferrari           | 75        | +46.0               | 1                | 6    |
| 3      | 6   | Richie Ginther             | Ferrari           | 75        | +46.8               | 2                | 4    |
| 4      | 12  | Jack Brabham               | Cooper-Climax     | 75        | +1:08.6             | 9                | 3    |
| 5      | 8   | Jo Bonnier                 | Porsche           | 75        | +1:16.2             | 3                | 2    |
| 6      | 36  | Roy Salvadori              | Cooper-Climax     | 75        | +1:26.2             | 13               | 1    |
| 7      | 10  | Dan Gurney                 | Porsche           | 74        | +1 kolo             | 12               |      |
| 8      | 14  | Bruce McLaren              | Cooper-Climax     | 74        | +1 kolo             | 14               |      |
| 9      | 22  | Tony Brooks                | BRM-Climax        | 73        | +2 kola             | 6                |      |
| 10     | 16  | Innes Ireland              | Lotus-Climax      | 72        | +3 kola             | 7                |      |
| 11     | 42  | Masten Gregory             | Cooper-Climax     | 71        | +4 kola             | 16               |      |
| 12     | 60  | Lorenzo Bandini            | Cooper-Maserati   | 71        | +4 kola             | 21               |      |
| 13     | 50  | Tony Maggs                 | Lotus-Climax      | 69        | +6 kol              | 24               |      |
| 14     | 44  | Ian Burgess                | Lotus-Climax      | 69        | +6 kol              | 25               |      |
| 15     | 54  | Keith Greene               | Gilby-Climax      | 69        | +6 kol              | 23               |      |
| 16     | 56  | Carel Godin de Beaufort    | Porsche           | 69        | +6 kol              | 18               |      |
| 17     | 52  | Wolfgang Seidel            | Lotus-Climax      | 58        | +17 kol             | 22               |      |
| Ret    | 18  | Jim Clark                  | Lotus-Climax      | 62        | Únik oleje          | 8                |      |
| DSQ    | 26  | Jack Fairman Stirling Moss | Ferguson-Climax   | 56        | Ulitý start         | 20               |      |
| Ret    | 32  | Lucien Bianchi             | Lotus-Climax      | 45        | Převodovka          | 30               |      |
| Ret    | 28  | Stirling Moss              | Lotus-Climax      | 44        | Brzdy               | 5                |      |
| Ret    | 20  | Graham Hill                | BRM-Climax        | 43        | Motor               | 11               |      |
| Ret    | 58  | Giancarlo Baghetti         | Ferrari           | 27        | Nehoda              | 19               |      |
| Ret    | 48  | Tony Marsh                 | Lotus-Climax      | 25        | Zapalování          | 27               |      |
| Ret    | 34  | John Surtees               | Cooper-Climax     | 23        | Diferenciál         | 10               |      |
| Ret    | 38  | Tim Parnell                | Lotus-Climax      | 12        | Spojka              | 29               |      |
| Ret    | 46  | Jackie Lewis               | Cooper-Climax     | 7         | Zacházení           | 15               |      |
| Ret    | 40  | Gerry Ashmore              | Lotus-Climax      | 7         | Zapalování          | 26               |      |
| Ret    | 30  | Henry Taylor               | Lotus-Climax      | 5         | Nehoda              | 17               |      |
| Ret    | 62  | Massimo Natili             | Cooper-Maserati   | 0         | Převodovka          | 28               |      |
| WD     | 24  | Olivier Gendebien          | Emeryson-Maserati |           | Vůz nebyl připraven |                  |      |
| Zdroj: |     |                            |                   |           |                     |                  |      |

## Průběžné pořadí po závodě
Pohár jezdců
|        | Pořadí | Jezdec             | Body |
| ------ | ------ | ------------------ | ---- |
| 1      | 1      | Wolfgang von Trips | 27   |
| 1      | 2      | Phil Hill          | 25   |
| 1      | 3      | Richie Ginther     | 16   |
| 1      | 4      | Stirling Moss      | 12   |
|        | 5      | Giancarlo Baghetti | 9    |
| Zdroj: |        |                    |      |

Pohár konstruktérů
|        | Pořadí | Konstruktér   | Body |
| ------ | ------ | ------------- | ---- |
|        | 1      | Ferrari       | 38   |
|        | 2      | Lotus-Climax  | 16   |
|        | 3      | Porsche       | 11   |
|        | 4      | Cooper-Climax | 9    |
|        | 5      | BRM-Climax    | 1    |
| Zdroj: |        |               |      |